# Померанцев, Константин Петрович
Константин Петрович Померанцев (1834 или 1835 — 1913) — русский художник.

## Биография
Родился в 1834 или 1835 году.
Выходец из крестьянской семьи Ярославской губернии. Окончил Пошехонское уездное училище.
Был вольноприходящим учеником в Академии художеств с 1850 по 1863 год; учился вместе с И. Н. Крамским и К. Е. Маковским. Во время обучения получил 7 серебряные медали: по две — в 1855, 1856 и 1857 годах, одну — в 1858 году. По окончании академии в 1863 году получил звание художника по живописи исторической с правом на чин XIV класса. Его программная работа в академии «Харон перевозит души усопших через реку Стикс» (1863), как и некоторые другие, хранится в Нижегородском государственном художественном музее.
Преподавал в Нижнем Новгороде рисование в Мариинском институте благородных девиц и в Воскресных бесплатных рисовальных классах общества любителей художеств. Участвовал в Первой нижегородской художественной выставке в 1886 году, других выставках.
Для его творчества было характерно тяготение к религиозным сюжетам. Писал также портреты и жанровые картины. В 1870-х годы расписывал кафедральный собор в Чистополе, иконостасы Покровской и Никольской церквей в Нижнем Новгороде.
Умер 25 ноября (8 декабря) 1913 года. Был похоронен на Казанском кладбище при Нижегородском Крестовоздвиженском монастыре.